# Schedir
Schedir (α Cas / α Cassiopeiae) je nejjasnější hvězda v souhvězdí Kasiopeji. Její název pochází pravděpodobně z arabského Al Sadr, tj. hruď, prsa. Oficiální název hvězdy dle Mezinárodní astronomické unie je Schedar.
Hvězda je červený obr a jeho jasnost se pomalu mění, kolísá mezi 2,1 a 2,4 mag. Hvězda je přibližně stejně jasná jako Polárka a její svítivost je asi 700krát větší než u Slunce.
Schedir patří ke spektrální třídě K0 a je vzdálen přibližně 230 světelných let.